# Druivenkoers 1962
La Druivenkoers 1962, seconda edizione della corsa, si svolse il 27 agosto 1962 su un percorso di 158 km, con partenza ed arrivo a Overijse. Fu vinta dal belga Jos Dewit della squadra Pelforth-Sauvage-Lejeune davanti ai connazionali Joseph Lemmens e Jozef Schils.

## Ordine d'arrivo (Top 10)
| Pos. | Corridore          | Squadra                  | Tempo    |
| ---- | ------------------ | ------------------------ | -------- |
| 1    | Jos Dewit          | Pelforth-Sauvage-Lejeune | 4h20'00" |
| 2    | Joseph Lemmens     | Libertas                 | s.t.     |
| 3    | Jozef Schils       | Mercier-BP-Hutchinson    | s.t.     |
| 4    | Jozef Scherens     | Solo-Van Steenbergen     | s.t.     |
| 5    | René Vanderveken   | Solo-Van Steenbergen     | s.t.     |
| 6    | Jean Simon         | Peugeot-BP-Dunlop        | s.t.     |
| 7    | Constant De Keyser | Wiel's-Groene Leeuw      | s.t.     |
| 8    | Jan Storms         | Verveer-Vedette-Metzeler | s.t.     |
| 9    | Emiel Verheyden    |                          | s.t.     |
| 10   | Gilbert De Rieck   | Bertin-Porter 39-Milremo | s.t.     |